# 반데를레이 지 리마
반데를레이 코르데이루 지 리마(포르투갈어: Vanderlei Cordeiro de Lima, 1969년~)는 브라질의 육상 선수이다. 주 종목은 장거리이며 크로스컨트리와 마라톤 종목에서 활동했다. 2004년 하계 올림픽 남자 마라톤 종목에서 동메달을 획득했다.

## 경력
1969년 파라나주 크루제이루두오에스치에서 태어났다. 1989년 브라질 크로스컨트리 국가대표 선수가 되었고 같은 해 3월 노르웨이 스타방에르에서 열린 세계 크로스컨트리 선수권 대회에 참가하면서 국제 대회에 처음 출전했다. 디 지마는 이 대회에서 42분 28초의 기록으로 71위에 올랐다.
1992년 3월 미국 보스턴에서 열린 세계 크로스컨트리 선수권 대회에서는 132위, 1993년 3월 스페인 아모레비에타에특사노에서 열린 세계 크로스컨트리 선수권 대회에서는 115위에 올랐다. 이듬해인 1994년 1월 일본 도쿄에서 열린 하프 마라톤 대회에 참가하면서 하프 마라톤 선수 경력을 시작했고 우승을 차지했다. 같은 해 3월에 헝가리 부다페스트에서 열린 세계 크로스컨트리 선수권 대회에서 63위에 올랐으며 10월에 프랑스 랭스에서 열린 랭스 마라톤에 참가하여 선수 경력 첫 마라톤 대회에 출전했다. 그는 2시간 11분 06초의 기록으로 우승을 차지했다. 
1995년 10월에는 프랑스 벨포르에서 열린 세계 하프 마라톤 선수권 대회에 참가하여 1시간 3분 36초의 기록으로 26위에 올랐으며 이듬해인 1996년 2월에는 도쿄 마라톤에서 2시간 8분 38초의 기록으로 우승을 차지했다. 같은 해 8월에는 미국 애틀랜타에서 열린 1996년 하계 올림픽에 참가했고 마라톤 종목에서 2시간 21분 1초의 기록으로 47위에 올랐다.
2004년 7월 그리스 아테네에서 열린 2004년 하계 올림픽에 참가했으며 남자 마라톤 36km 지점까지 선두를 달리고 있었지만, 갑자기 길가에서 닐 호런이 난입하여 방해를 받았다. 이 결과로 이탈리아의 스테파노 발디니가 우승하고, 2위로 들어온 미국의 멥 케플레지기에 밀려 3위로 결승점을 통과했다. 레이스를 방해한 호런은 체포되었으며 국제 올림픽 위원회에서 동메달과는 별도로 피에르 드 쿠베르탱의 이름을 딴 특별 메달인 피에르 드 쿠베르탱 메달을 수여하였다. 이에 브라질 올림픽 위원회는 디 지마에게 금메달을 수여하라고 요구하였으나 받아들여지지 않았다. 이 사건 이후 2004년 브라질 올해의 스포츠인을 수상했다. 
2016년 8월 5일 자국 브라질의 리우데자네이루에 열린 2016년 하계 올림픽 개막식에서 마지막으로 성화를 점화하였다.